# Malvina Garrigues
Eugenia Malvina Garrigues, coniugata Schnorr von Carolsfeld (Copenaghen, 7 dicembre 1825 – Karlsruhe, 8 febbraio 1904) è stata un soprano drammatico portoghese.

## Biografia
Malvina Garrigues nacque a Copenaghen, figlia del console portoghese in Danimarca, João António Henriques Garrigues; David Garrick era il suo pro-prozio. Dopo gli studi a Parigi con Manuel García, nel 1841 fece il suo debutto sulle scene in Robert le diable a Breslavia, dove si esibì regolarmente fino al 1849.
Tra il 1849 e il 1853 cantò alla corte ducale a Coburgo, Gotha ed Amburgo, mentre nel 1854 fu scritturata dall'opera di Karlsruhe. Qui conobbe Ludwig Schnorr von Carolsfeld, di dieci anni più giovane; i due si fidanzarono nel 1857 e convolarono a nozze nel 1860. Nel 1865 i coniugi furono scelti da Richard Wagner per cantare nella prima assoluta di Tristano e Isotta a Monaco, nel ruolo dei due protagonisti. Il debutto dell'opera era previsto per il 15 maggio 1865, ma fu posticipato al 10 giugno seguente a causa della raucedine della Garrigues. Schnorr morì improvvisamente il 21 luglio successivo, dopo sole quattro rappresentazioni del Tristano. La vedova sprofondò in una grave depressione, non cantò più e si dedicò allo spiritismo. Successivamente si dedicò all'insegnamento a Francoforte. Compose anche qualche canzone dedicata a Jenny Lind, su testi di Heinrich Heine e Lord Byron. 
Morì a Karlsruhe nel 1904 all'età di 78 anni, fu cremata a Heidelberg e le sue ceneri furono sepolte a Dresda.

## Nella cultura di massa
Malvina Garrigues compare nel film televisivo Wagner, dove fu interpretata dal soprano Gwyneth Jones; la Jones tornò ad interpretare Malvina anche nel dramma teatrale Oh Malvina!.